# إبراهيم شاه السوري
إبراهيم شاه بن غازي خان السوري. هو خامس حكام سلالة آل سور. ثار على محمد عادل شاه السوري واستولى على أغرة ودلهي، وفر محمد عادل شاه نحو الشرق ليلحق بوزيره الذي ذهب ليقمع ثورة البنغال. أثارت هذه الاضطرابات إسكندر خان السوري حاكم لاهور، فنهض لحرب إبراهيم شاه وانتزع منه دلهي وأغرة وجلس على العرش، وسيطر على المنطقة الواقعة بين نهري السند والغانج. وما غدا هيمو البقال أن استرد أغرة لسيده محمد عادل شاه، فأضحت الهند تحت حكم ثلاثة سلاطين هم: محمد عادل شاه في أغرة ومالوة وجونفور، وإسكندر خان في دلهي والبنجاب، وإبراهيم خان في رقعة تمتد من بيانة إلى حدود غواليور. في وقت لاحق زينت له بعض القبائل الأفغانية الاستيلاء على ولاية مالوة، حتى إذا فشل في اقتحامها تحول إلى ولاية «أوريسَّة» في إقليم البنغال فبقي فيها حتى سنة 975هـ المُوافقة لِسنة 1568م حيث لقي مصرعه على يد القائد المغولي «سليمان كراني».